# Oh Jae-suk
Oh Jae-suk (en hangul, 오재석; en hanja, 呉 宰碩; pronunciado [o.dʑɛ̝.sʌk̚] o [o] [tɕɛ̝.sʌk̚]; Uijeongbu, Gyeonggi, 4 de enero de 1990) es un futbolista surcoreano. Juega de defensa en el Daejeon Hana Citizen F. C. de la K League 1 de Corea del Sur.

## Trayectoria

### Clubes
| Club                          | País          | Año       |
| ----------------------------- | ------------- | --------- |
| Suwon Samsung Bluewings F. C. | Corea del Sur | 2010-2011 |
| Gangwon F. C. (préstamo)      | Corea del Sur | 2011      |
| Gangwon F. C.                 | Corea del Sur | 2012      |
| Gamba Osaka                   | Japón         | 2013-2020 |
| F. C. Tokyo (préstamo)        | Japón         | 2019      |
| Nagoya Grampus                | Japón         | 2020-2021 |
| Incheon United F. C.          | Corea del Sur | 2021-2022 |
| Daejeon Hana Citizen F. C.    | Corea del Sur | 2023-     |

### Selección nacional
| Selección | País          | Año           |
| --------- | ------------- | ------------- |
| Sub-17    | Corea del Sur | 2006-2007     |
| Sub-20    | Corea del Sur | 2008-2009     |
| Sub-23    | Corea del Sur | 2009-2012     |
| Absoluta  | Corea del Sur | 2016-presente |

## Palmarés

### Títulos nacionales
| Título             | Club                          | País          | Año  |
| ------------------ | ----------------------------- | ------------- | ---- |
| Korean FA Cup      | Suwon Samsung Bluewings F. C. | Corea del Sur | 2010 |
| J2 League          | Gamba Osaka                   | Japón         | 2013 |
| Copa J. League     | Gamba Osaka                   | Japón         | 2014 |
| J1 League          | Gamba Osaka                   | Japón         | 2014 |
| Copa del Emperador | Gamba Osaka                   | Japón         | 2014 |
| Supercopa de Japón | Gamba Osaka                   | Japón         | 2015 |
| Copa del Emperador | Gamba Osaka                   | Japón         | 2015 |